# 최희욱
최희욱(崔喜旭, 1935년 2월 7일~2023년 11월 8일)은 대한민국의 정치인이다. 제8·9대 경상북도 경산시장(1995. 7.~2002. 6.)을 지냈다.

## 학력
- 용성초등학교
- 자인중학교
- 대구공업고등학교(1955년)
- 영남대학교 법학과(1962년)
- 영남대학교 환경대학원(1999년)

## 약력
- 경상북도 공무원교육원 교무과장(1980년)
- 경상북도청 수출진흥과장(1980년)
- 경상북도청 주택과장(1982년)
- 경상북도청 영림과장(1984년)
- 경상북도청 총무과장(1986년)
- 경상북도 봉화군수(1988년)
- 경상북도 고령군수(1989년)
- 경상북도 영일군수(1991년)
- 경상북도 경산군수(1993년)
- 경상북도청 정책보좌관(1995년)
- 제8대(민선1기) 경상북도 경산시장(1995년 7월~1998년 6월, 무소속)
- 제9대(민선2기) 경상북도 경산시장(1998년 6월~2002년 6월, 한나라당)

## 역대 선거 결과
|  | 33.28% |

|  | 68.22% |

## 가족 관계
- 배우자: 이상숙
  - 슬하: 최영수, 최영환, 최영균

| 전임 박희삼 | 제32대 경상북도 봉화군수(관선) 1988년 6월 11일~1989년 12월 26일 | 후임 박정훈 |

| 전임 이숙현 | 제35대 경상북도 고령군수(관선) 1989년 12월 27일~1991년 7월 15일 | 후임 김복규 |

| 전임 김재완 | 제33대 경상북도 영일군수(관선) 1991년 7월 15일~1993년 3월 29일 | 후임 김상순 |

| 전임 박재찬 | 제40대 경상북도 경산군수(관선) 1993년 3월 31일~1994년 12월 31일 | 후임 최재영 |

| 관선 마지막 경산시장 안윤식 | 제8·9대 경상북도 경산시장(민선) 1995년 7월 1일~1998년 6월 30일 1998년 7월 1일~2002년 6월 30일 | 후임 윤영조 |